# Microsoft Dynamics CRM
Microsoft Dynamics CRM — пакет программного обеспечения для управления взаимоотношениями с клиентами, разработанный компанией Microsoft и ориентированный на организацию продаж, маркетинга и предоставления услуг (службы поддержки).
Dynamics CRM является клиент-серверным приложением. Как и Microsoft SharePoint, это веб-приложение на основе IIS поддерживает множественные интерфейсы веб-сервисов. Клиенты получают доступ к Dynamics CRM через браузер, клиентский плагин к Microsoft Outlook или через планшеты и мобильные устройства. Кроме Internet Explorer, Microsoft Dynamics CRM, начиная с версии 2011 года Update Rollup 12, поддерживает браузеры Chrome и Firefox. Пакет используется как расширенная платформа для взаимодействия с клиентами, и может настраиваться в зависимости от целей с помощью программной платформы .NET
Линейка программного обеспечения Microsoft Dynamics включает ERP-приложения Microsoft Dynamics AX, Microsoft Dynamics GP, Microsoft Dynamics NAV, Microsoft Dynamics SL и Microsoft Dynamics Retail Management System, также известную как Dynamics RMS.

## История

### Ранние версии
В 2001 году компания Microsoft выкупила компанию iCommunicate, в которой на то время работало всего 10 сотрудников. Специалисты iCommunicate.NET вместе с командой Microsoft начали разработку веб-приложения для CRM.
Первая версия программы — Microsoft CRM 1.0 — вышла в январе 2003 года и называлась "Microsoft Business Solutions Customer Relationship Management 1.0″. Отчеты в CRM 1.0 строились не с помощью функционала SQL Server, а на основе оптимизированного приложения Crystal Reports. В рамках платформы ещё не было таких возможностей настройки, как добавление бизнес-сущностей, но некоторые функции были доработаны уже в версии 1.2, которая была выпущена 8 декабря 2003 года и достаточно быстро распространилась среди пользователей.
Релиз Microsoft CRM 2.0 несколько раз переносился и впоследствии версия так и не вышла. Вместо этого после оформления бренда Dynamics, в декабре 2005 вышла версия Microsoft Dynamics CRM 3.0. В пользовательском интерфейсе версии 3.0 была представлена навигационная парадигма, которая использовалась до версии 2011 года. Повторяя логику модулей Outlook, продукт использовал «Wunderbar» в нижнем левом углу экрана, в который добавился маркетинговый модуль. Добавленные элементы сделали Dynamics CRM 3.0 доступным для использования на различных мобильных устройствах и интегрированным с Siebel Systems. В пакете появилась возможность добавлять бизнес-сущности, что позволило масштабировать встроенную модель данных, адаптируя систему к различным типам бизнеса.
Microsoft Dynamics CRM 4.0, выпущенная в декабре 2007 года, расширила поле возможностей за счет множественности языков и валют, а также мультиарендности. Также в пакет был добавлен Report Wizard, позволяющий создавать простые отчеты, группировать и визуализировать данные.
Через несколько месяцев после выхода версии 4.0 была также представлена Microsoft Dynamics CRM Online, с которой началось использование облачных сервисов в среде бизнес-приложений Microsoft.

### Microsoft Dynamics CRM 2011
В 2011 году Dynamics CRM представила концепцию решений, которая позволила использовать готовые пакеты настроек и устанавливать их в организациях различных типов. Заметным изменением пользовательского интерфейса стало добавление графиков и информационной панели, что позволило просматривать итоги по данным в реальном времени, вместо запуска отчетов. Среди других возможностей прибавились:
- Интеграция с SharePoint 2010;
- Возможность создавать запрос с помощью функции look-up;
- Добавление информации из связанных записей на форму основной записи;
- Автоматическое определение фильтра для сортировки, как в Microsoft Office Excel;
- Замена интерфейса меню на Microsoft Office Ribbon;
- Конечные точки OData;
- Интерфейс программирования приложений LINQ в SDK;
- Веб-служба WCF;
- Поддержка в CRM Online плагинов в режиме изолированной среды «песочницы»;
- Множественность форм на одну структурную единицу;
- Интеграция с Yammer и Lync;
- Поддержка 41 языка.

После релиза CRM 2011 Microsoft объявила курс на создание более динамично развивающегося продукта: вместо традиционного двух- или трехгодового цикла разработки новой версии был предложен подход с выпуском обновлений дважды в год.

### Microsoft Dynamics CRM 2013

Интерфейс пользователя Microsoft Dynamics CRM 2013

Версия Dynamics CRM вышла в 2013 году. Одним из приоритетов разработчиков стало расширение возможностей доступа к данным. Вход в систему в нём возможен не только через веб-браузеры или Outlook, но и с планшетов и мобильных устройств на базе Windows 8, Windows Phone 8, iOS и Android. Изменения коснулись также пользовательского интерфейса. В текущей версии акцент сделан на содержании, чистом дизайне, который сокращает количество навигационных настроек и оставляет больше места для отображения дайджеста и статуса взаимодействия с клиентами. Также в этой версии появились возможности, которые позволяют вносить изменения, для которых раньше требовалось написание плагинов в Javascript или C#: Business Rules и Real-time Workflows. Кроме этого, были произведены ряд изменений в интерфейсе, добавлено автоматическое сохранение и 5-20 ГБ места для хранения данных.
По данным Microsoft, версию Dynamics CRM 2013 используют более 40 тыс. пользователей.

### Microsoft Dynamics CRM 2015
Версия Microsoft Dynamics CRM 2015 была опубликована и стала доступна пользователям для загрузки 17 ноября 2014 года. Эта версия не привнесла каких-либо принципиальных новых функций и является развитием предыдущего релиза. Ниже приведены наиболее значительные изменения и улучшения.

#### Бизнес-функциональность
- Расширенный поиск (Advanced Find) стал кросс-объектным и настраиваемым. Он вызывается кликом по специальной иконке на основной навигационной ленте. Теперь можно настроить поиск по нескольким (до 10) сущностям (Entity) одновременно. Расширенный поиск так же позволяет находить записи в соответствии с положением объекта в иерархии с применением условий Менее и/или Не менее.
- Бизнес-процессы (Business Process Flow)(BPF):
  - позволяют организовывать ветвление в зависимости от условий;
  - в кросс-объектный BPF теперь можно добавить любую Entity, для которого включена настройка Процессы;
  - между стадиями BPF можно установить связь в отношении one-to-many;
  - в рамках одного BPF можно переключаться между различными Entity без ограничений;
- Работа с каталогом Продуктов (Product Catalog)
  - Появились новые группировки — Семейства и Наборы продуктов;
  - Для Продуктов появилась новая настройка (сущность) — Свойства. Свойства продуктов конфигурируются и наследуются от Семейств к Наборам и Продуктам.
  - Управление версиями Продуктов. Возможность создания и публикации новой версии Продукта при параллельном использовании «старой» версии;

## Бизнес-логика Microsoft Dynamics CRM

### Организационная структура
В структуре есть три главные структурные единицы: пользователи, команды и бизнес-подразделения. На основе структуры бизнес-подразделений определяются принципы базового, локального, глубокого и глобального доступа. В рамках организационной структуры Microsoft Dynamics CRM нет возможности встраивать матричные организации. Отдельные пользователи могут принадлежать к бизнес-подразделению, но не могут напрямую быть частью объекта организации.
Благодаря принципу мультиарендности в архитектуре Microsoft Dynamics CRM несколько организаций могут получить хостинг на сервере Microsoft Dynamics CRM.

### Безопасность
В Microsoft Dynamics CRM реализована модель безопасности, в которой контролируется целостность и сохранность данных, а также доступ к данным в командной и совместной работе. Главными целями этой модели являются поддержка модели лицензирования для пользователей, обеспечение доступа к соответствующим уровням информации, категоризация типов пользователей по их роли, дифференциация уровней доступа и поддержка обмена данными для совместной работы с ними. Управление безопасностью производится на основе ролей и объектов.

### База данных
Microsoft Dynamics CRM является программным продуктом, который оперирует метаданными. Слой метаданных суммирует детали из накопителя данных, такие как схемы и доступы к записям. Метаданные создают описание структуры данных, согласно которому приложение использует и отображает их. В текущей версии используется новый интерфейс программирования приложений (API), который позволяет добавлять или обновлять метаданные.

### Бизнес-процесс
Функциональность настройки бизнес-процесса построен на Windows Workflow Foundation и обеспечивает возможность программирования модели, повышение производительности и инструменты для быстрого построения бизнес-процессов.

### Расширение возможностей бизнес-процессов
Начиная с Microsoft Dynamics CRM 4.0, система предоставляет механизм для расширения функционала бизнес-процессов. Разработчики могут создавать его не только через изменение процессов рабочего цикла. Они также могут создавать бизнес-логики, которые будут интегрированы с Microsoft Dynamics CRM и будут выполнять действия в ответ на системные события в рамках определённой структурной единицы. Расширения бизнес-логики на данном этапе не поддерживаются в версии Microsoft Dynamics CRM Online.

## Функциональность
Функциональность Microsoft Dynamics CRM делится на пять категорий. Первые три — Продажи (Sales), Маркетинг (Marketing) и Обслуживание клиентов (Customer Service) — существуют в виде отдельных модулей. Категории Отчетность и Аналитика (Reporting and Analytics) включены в каждый модуль первых трех категорий.
Модуль Продажи позволяет автоматизировать написание рыночных предложений и обработку заказов. Программа позволяет составлять профили со сведениями о заказчиках, списками встреч и переговоров по каждому клиенту, календари мероприятий и схемы продаж.
Модуль Маркетинг дает возможность создавать тематические группы клиентов, разрабатывать маркетинговые сценарии, рассылать индивидуальные предложения. У пользователей есть инструменты для оценки эффективности проведенных мероприятий, подсчета соотношения расходов и доходов по маркетинговым акциям, создания отчетной документации по потенциальным клиентам, сферам рынка и географическим зонам.
Модуль Обслуживания клиентов позволяет анализировать запрашиваемую информацию и распределять работников соответствующей компетенции для предоставления данных клиентам, составлять «лист ожидания», использовать базу для ответа на запросы и учитывать временные ресурсы.